# Прапор Уккела
Прапор Уккела — муніципальний прапор брюссельської комуни Уккел. В описі написано: 
Дві однаково довгі смуги синього і білого кольорів.
Кольори прапора походять від герба комуни.

Цей муніципальний прапор ідентичний прапору Ватермаль-Буафора.

Герб Уккела
Прапор Ватермаль-Буафора